# Sambuco (imbarcazione)
Il sambuco (in arabo ﺳﻨﺒﻮﻕ‎?, sanbūq) è una tradizionale barca a vela araba con una o più vele triangolari, chiamate latine. È tipica delle coste della Penisola arabica, dell'India, e dei popoli dell'Africa orientale.